# Xiacang, Anhui
Xiacang (kinesiska: 下仓) är en köping i östra Kina. Den ligger i Susong härad i Anqing i provinsen Anhui, omkring 220 kilometer söder om provinshuvudstaden Hefei. Antalet invånare är 23271. Befolkningen består av 11 792 kvinnor och 11 479 män. Barn under 15 år utgör 27,0 %, vuxna 15-64 år 59 %, och äldre över 65 år 12,0 %. Xiacang ligger vid sjöarna  Huang Hu och Daguan Hu.